# Барнідипін
Барнідипін (англ. Barnidipine) — лікарський препарат, що належить до групи блокаторів кальцієвих каналів, та є похідним дигідропіридину. Барнідипін застосовується для лікування артеріальної гіпертензії.

## Фармакодинаміка
Барнідипін є чистим S,S-ізомером, та ліпофільним 1,4-дигідропіридиновим блокатором кальцієвих каналів, який, як і інші сполуки цього класу, демонструє високу спорідненість до кальцієвих каналів, зокрема до повільних каналів L-типу гладком'язових клітин, що знаходяться в стінці судин. Препарати, що блокують кальцієві канали, перешкоджають потоку іонів кальцію всередину клітин через повільні канали плазматичної мембрани.